# Ángela Becerra
 (mai 2015).
Si vous disposez d'ouvrages ou d'articles de référence ou si vous connaissez des sites web de qualité traitant du thème abordé ici, merci de compléter l'article en donnant les références utiles à sa vérifiabilité et en les liant à la section « Notes et références ».
Pour les articles homonymes, voir Becerra.
Ángela Becerra Acevedo, née le 17 juillet 1957 à Cali en Colombie, est une écrivaine colombienne, gagnante du Premio Planeta - Casa de América 2009, du Premio Azorín 2005 et de quatre Prix Latin Literary Award à Chicago. Ses œuvres ont été traduites en 23 langues et publiées dans plus de 50 pays. Elle est considérée comme la créatrice de l'idéalisme magique, et est un des auteurs hispanophones les plus lus et la personnalité colombienne la plus suivie après Gabriel García Márquez.[réf. nécessaire]

## Jeunesse et carrière dans la publicité
Ángela Becerra est née dans la ville colombienne de Cali. Elle est la fille de Marco Tulio Becerra et Cilia Acevedo, la cinquième de sept enfants, cinq filles et deux garçons. À l´âge de 6 ans elle a lu son premier livre, Peter et Wendy de J. M. Barrie, début de sa fascination pour la littérature. L'observation, le silence et l'imagination l'amènent à écrire à un âge précoce, avec ses premières histoires pour créer d'autres mondes. Tout au long de son adolescence elle écrit de nombreux poèmes qui feront plus tard partie de sa collection Alma abierta (âme ouverte).
À 17 ans, elle se marie avec Humberto Tellez. Une fille, Angela naît de cette union (Cali, 1980).
Une fois mariée, elle commence des études en sciences économiques qu'elle abandonne rapidement pour étudier la communication et la publicité. En 1982 elle reçoit son diplôme avec mention, alors qu´elle exerce déjà en tant que directrice de création dans une agence internationale réputée de publicité.
En 1987, déjà séparée de son mari, elle déménage à Bogota où elle poursuit sa carrière en gagnant de nombreux prix pour son travail créatif. 
En 1988, après avoir rencontré l'écrivain et expert en publicité Joaquín Lorente (es) - qui deviendra son mari et le père de sa deuxième fille María (Barcelone, 1993) - elle s'installe à Barcelone et travaille pendant treize ans en tant que vice-présidente chargée de la création dans l'une des agences les plus importantes d'Espagne.
En 2000, elle arrête sa carrière dans le monde de la publicité pour se consacrer entièrement à sa passion : l'écriture.
Angela est une chroniqueuse régulière dans divers médias internationaux et sur les plates-formes comme Piensa, Es Gratis (Pense, il est gratuit).
Peu de gens connaissent son rôle en tant que créatrice. Certains commissaires d'art qui ont apprécié son approche à la photographie, à la peinture, à la sculpture et au théâtre, lui reconnaissent un univers esthétique puissant.[réf. nécessaire]

## Œuvres
- Alma abierta (Âme ouverte) (Grupo Planeta, 2001) son premier ouvrage publié est un recueil de poèmes portant sur les conflits humains.

- De los amores negados (Des amours refusés) (Villegas Editores 2003, Grupo Planeta 2004) ; son premier roman au style très personnel, décrit par les critiques comme représentatif de l'idéalisme magique. L'histoire se déroule dans la ville imaginaire de Garmendia del Viento, où le temps semble accompagner les angoisses de Fiamma et de Martin. Cet ouvrage reçoit un accueil positif de la part de la critique et des lecteurs d'Espagne et d'Amérique latine.

- El penúltimo sueño (L'avant-dernier rêve) (Grupo Planeta 2005, Villegas Editores, 2005) ; roman qui la consacre comme grande romancière. Histoire d'un amour intense qui surmonte tous les obstacles. L'action se déroule à Barcelone et Cannes où Joan et Soledad tombent amoureux à l'adolescence. Tout au long des pages, les protagonistes vivent un rêve inachevé avec une surprise à la fin.

- Lo que le falta al tiempo (Ce qui manque au temps) (Grupo Planeta, Villegas Editores 2007) ; roman de mystère et de sentiments qui se déroule dans Paris à Saint-Germain-des-Prés, où errent Cádiz, peintre sexagénaire au crépuscule de sa carrière et Mazarine, l'étudiante amoureuse qui garde dans sa maison un secret qui peut changer le cours de l'art.

- Amor con A (Amour avec A) (Villegas Editores 2008) publié en Colombie ; recueil de poèmes en édition limitée, qui réunit de façon circulaire le début, la vie et la mort de l'amour.

- Ella que todo lo tuvo (Elle qui avait tout) (Grupo Planeta, 2009) ; roman psychologique, qui raconte l'histoire d'une écrivaine qui, après un accident, ne parvient plus à écrire. Dans son empressement à se sentir vivante, elle crée un personnage énigmatique, la Donna di Lágrima, une femme silencieuse adorée par les hommes. Personne ne va reconnaître chez elle l'écrivaine triste et solitaire qui restaure des vieux livres à Florence et de qui tombe amoureux un mystérieux bibliothécaire.

- Memorias de un sinvergüenza de siete suelas (Souvenirs d'un scélérat de sept semelles) (Grupo Planeta, 2013) ; roman de hauts contrastes émotionnels qui se déroule dans la plus glamour et traditionnelle Séville. Le roman raconte l'histoire de Francisco Valiente, un casanova du XXIe siècle qui meurt de façon subite. Après son enterrement, sa femme et son amant vont se raconter sa vie privée ; ce qu'ils ne savent pas c'est que le mort est en train de les écouter et qu'il aura beaucoup à dire aux funérailles.
- Son dernier roman, Algún día, hoy (Grupo Planeta, 2019) est basé sur un événement réel survenu en 1920 en Colombie, qui raconte l'histoire de Betsabé Espinal, héroïne à l'âge de 21 ans d'une des premières grèves féministes de l'histoire. Ce livre a reçu le prix Fernando Lara 2019.

## Récompenses
- Prix Latin Literary 2004 à Chicago au Meilleur Roman de Sentiments pour De los amores negados (Des amours refusés).
- Prix Azorín de Roman (es) 2005 pour El penúltimo sueño (L'avant-dernier rêve).
- Prix Latin Literary 2005 à Chicago au Meilleur Roman de Sentiments pour El Penúltimo Sueño (L'avant-dernier rêve).
- Prix au Livre Colombien à la Meilleure Fiction 2005 pour El penúltimo sueño (L'avant-dernier rêve).
- Prix Latin Literary 2008 à Chicago dans deux catégories: Meilleur Roman de Mystère et Meilleur Roman des Sentiments. pour Lo que le falta al tiempo (Ce qui manque au temps).
- Prix Planeta-Casa de América (es) 2009 pour Ella que todo lo tuvo (Elle qui avait tout).
- Prix Fernando Lara 2019 pour Algún día, hoy (es).